# Gabriel Viardot
Pour les articles homonymes, voir Viardot.
Gabriel Viardot (2 janvier 1830 à Paris - 19 mars 1904 à Paris) est un ébéniste parisien spécialisé dans la production de meubles librement interprétés « genre chinois-japonais » et adaptés au goût européen dans le dernier tiers du XIXe siècle.

## Biographie
Gabriel Viardot commence sa carrière de sculpteur sur bois en 1849, date à laquelle il envoie quelques meubles à décor naturaliste à l’exposition d’horticulture. Il est alors à la tête d’une petite équipe de sculpteurs alors qu’il n’a que 19 ans.
En 1853, il a une fabrique et un magasin de meubles situés aux 36 et 38 rue Rambuteau. À cette époque, il travaille avec son frère, Louis Gustave, sous le nom de « Viardot Frères et Cie ». Il se marie en 1854.
En 1860, il crée son propre atelier, « G. Viardot », au 5 rue du Grand-Chantier, et prend la direction de l’affaire familiale qu’il gardera jusqu’en 1872. Il décide de se consacrer au « mobilier genre chinois-japonais » qu’il a pu observer notamment à l’Exposition universelle de 1867. À cette même exposition, il est récompensé par quatre médailles. C’est avec cette production qu’il est récompensé à l’Exposition universelle de 1878 par une médaille d’argent. En 1875, il réalise un ensemble de vitrines pour présenter la collection d'art extrême-oriental de Clémence d'Ennery dans son hôtel particulier de l'avenue Foch, qui deviendra le musée d'Ennery.
Par la suite, il exercera successivement au 15 rue du Chaume, au 3 rue des Archives en 1878 et au 36 rue Amelot vers la fin du siècle. Ses meubles étaient réalisés grâce à des panneaux laqués et en relief envoyés directement de Chine ou du Japon et ornés d’incrustations de nacre du Tonkin. Il les égayait par des bronzes d’ornement dont les modèles étaient tous de sa main. Au cours des années, le succès ne fait que s’affirmer, notamment aux expositions de Nice et à la 8e exposition de l’Union Centrale des Arts Décoratifs en 1884. En 1885, il participe à l’Exposition universelle de 1885 à Anvers où il obtient une nouvelle médaille d’or. À cette époque, la maison emploie 90 à 100 ouvriers, sculpteurs ou ébénistes, dont beaucoup ont été formés directement par Gabriel Viardot. À la suite de cette exposition, il est promu au grade de chevalier de la Légion d'honneur (29 décembre 1885).
Il est présent à l’Exposition universelle de Paris de 1889 et est récompensé par une médaille d’or. Il obtient la même récompense à l’Exposition universelle de 1900.
Il est inhumé au cimetière du Père-Lachaise (16e division).

## L'Escalier de Cristal

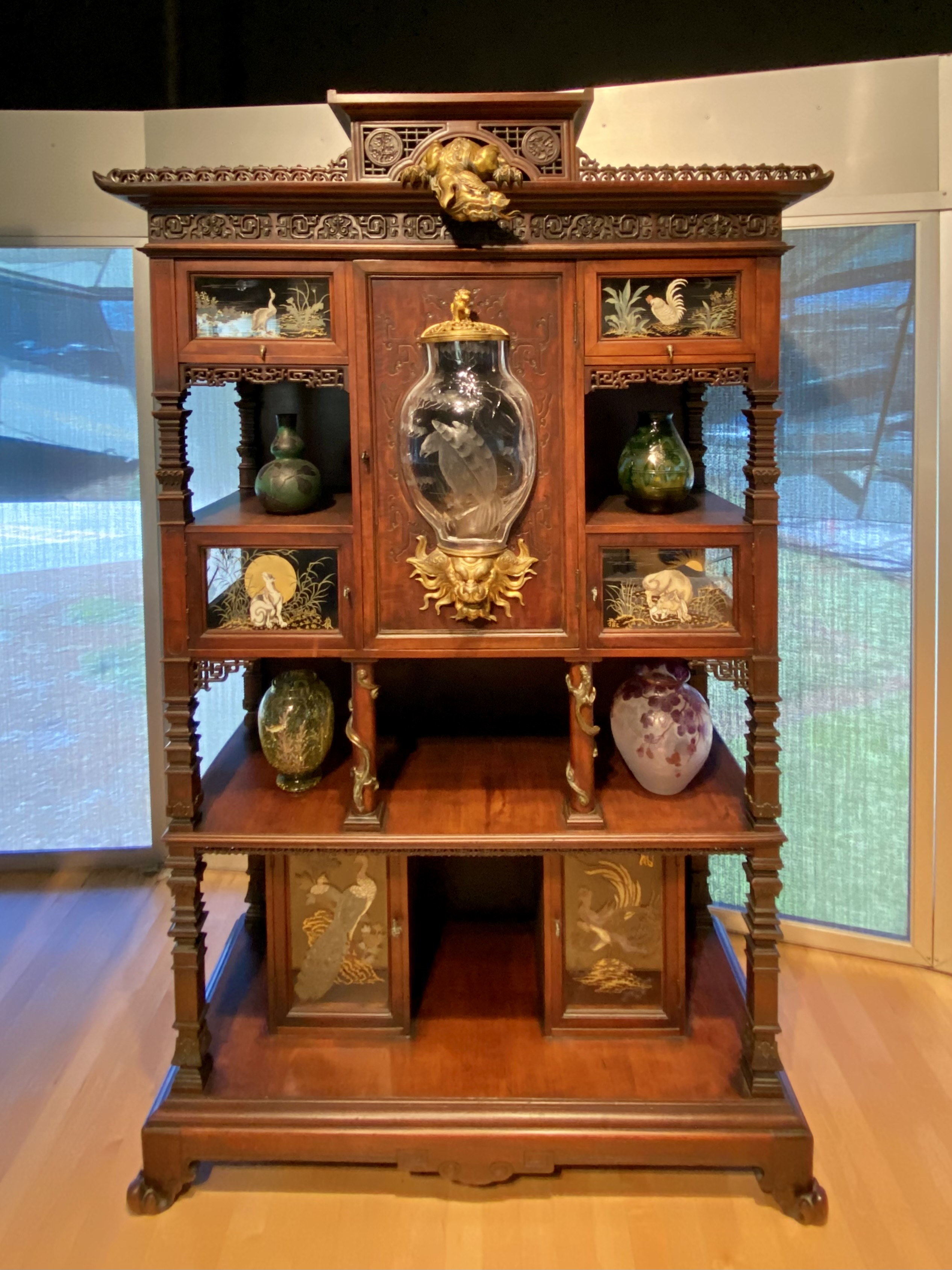
Vitrine d'exposition par Gabriel Viardot (vers 1895), Musée du verre de Corning (État de New York).

Le pavillon japonais de l'exposition universelle de 1867 fit redécouvrir aux Français le Japon et suscita un grand engouement. L'Escalier de Cristal, grand magasin parisien sous la direction des frères Georges et Henry Pannier, incita les ébénistes parisiens à produire des meubles dans le style japonisant. Gabriel Viardot propose ses meubles aux célèbres magasins qui diffuseront une grande partie de sa production.

## Distinctions
- 4 médailles à l'exposition universelle de 1867
- Médaille d'argent à l'exposition universelle de 1878
- Médaille d'or à l'exposition universelle Paris en 1889
- Médaille d'or à l'exposition universelle Paris en 1900.

## Contemporain
- Édouard Lièvre